# Баракзаи (династия)
Баракза́и (пушту بارکزی‎) — династия эмиров (1827—1839, 1842—1926) и королей (1926—1973) Афганистана. Первым эмиром Афганистана из династии Баракзаев стал Дост Мухаммед (1793—1863), правивший в 1827—1839, 1845—1863 годах. Последним монархом являлся Мохаммед Захир-шах (1914—2007), 2-й король Афганистана в 1933—1973 годах.

## Исторический фон

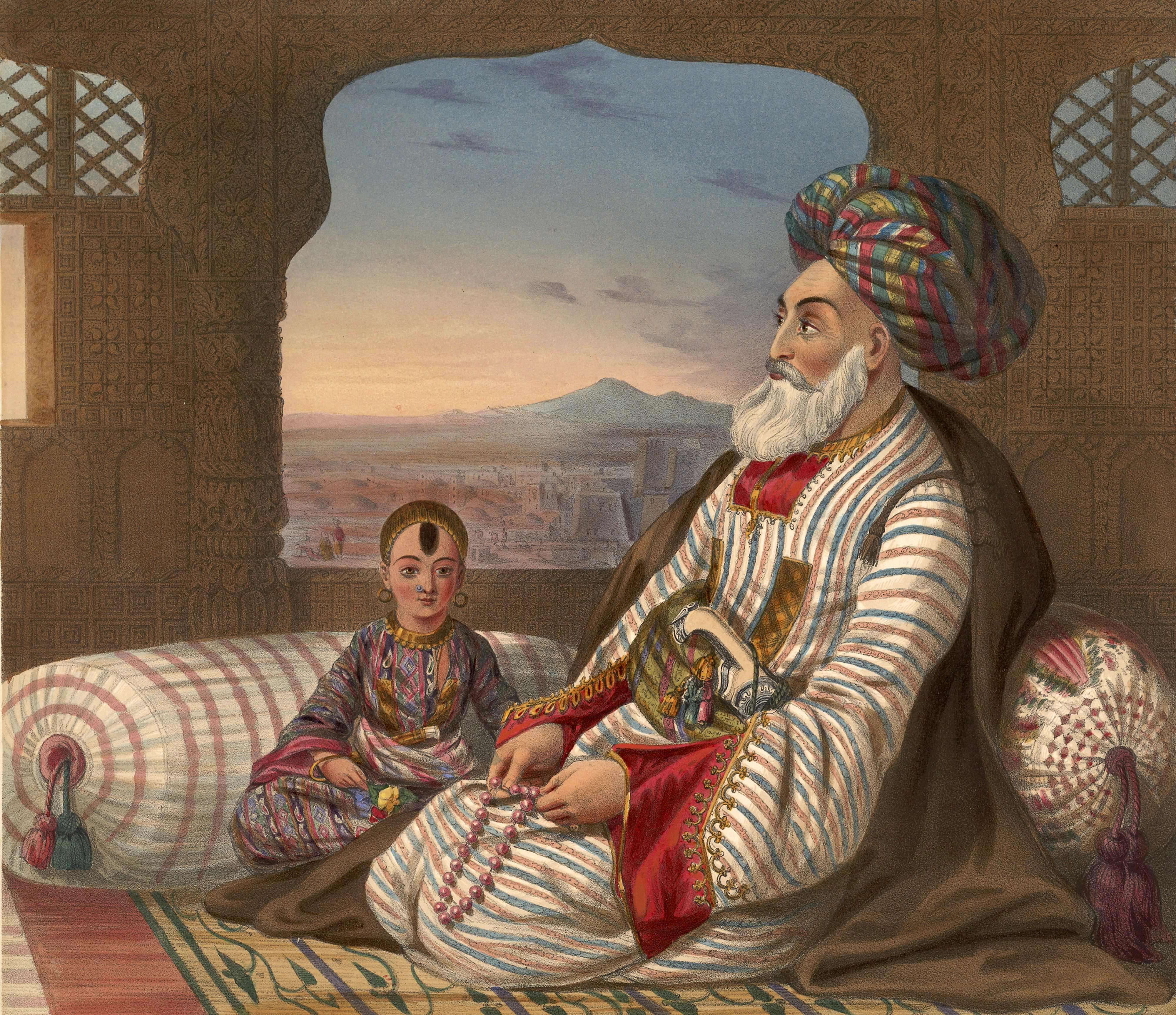
Дост Мухаммед (1793—1863), эмир Афганистана (1827—1839, 1842—1863), основатель династии Баракзаев

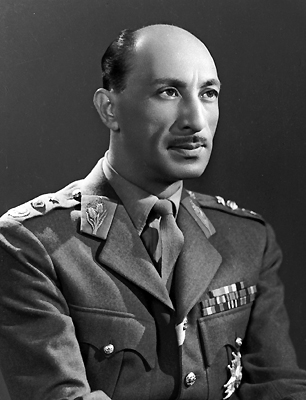
Мухаммед Захир-шах (1914—2007), последний король Афганистана (1933—1973), глава королевского дома Баракзаев в изгнании (1973—2007)

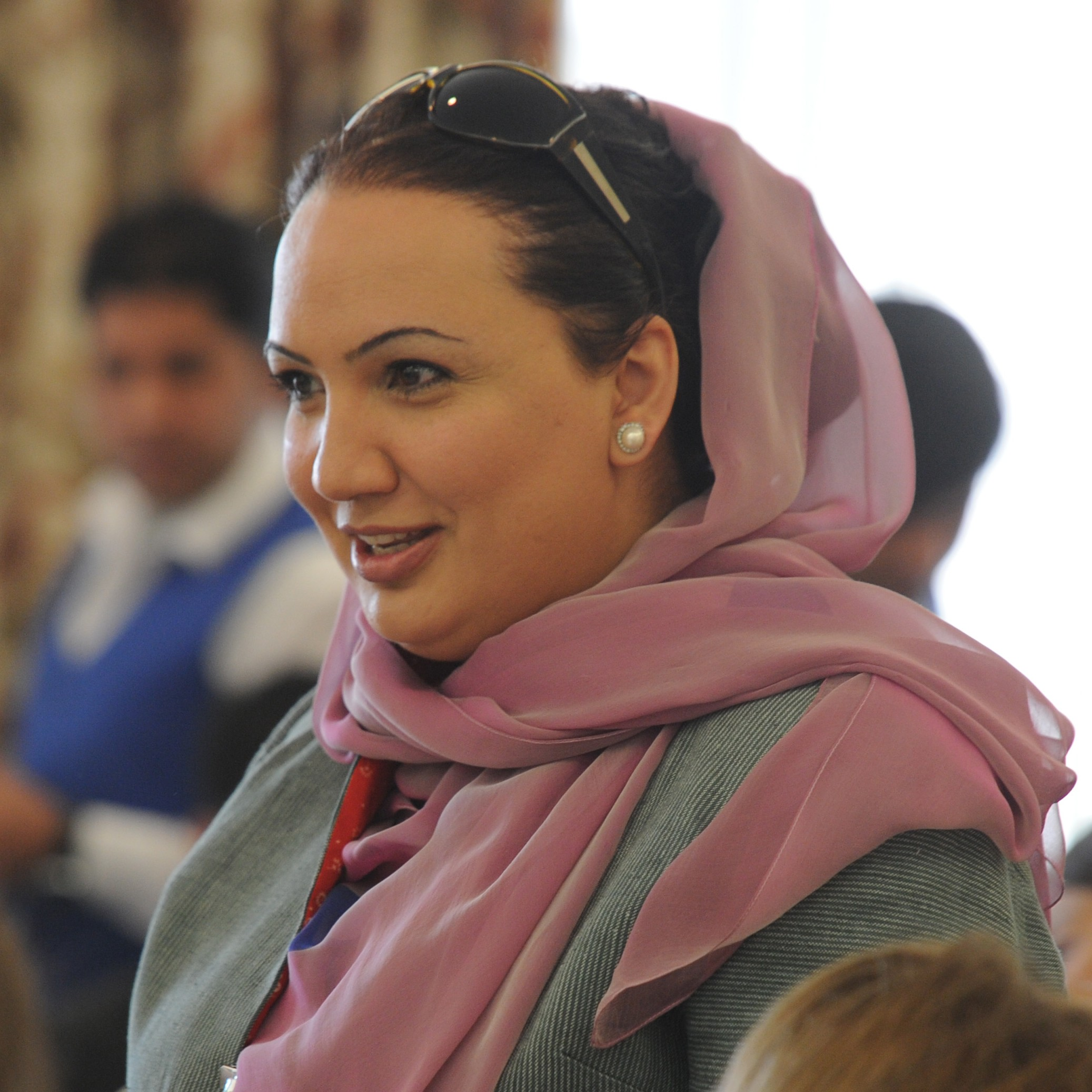
Шукрия Баракзай (род. 1972), афганский политик и журналист, известная феминистка

Махмуд Тарзи (1865—1933), афганский писатель, поэт, журналист, просветитель

После распада Дурранийской империи в 1818 году в Афганистане началась междоусобная борьба за власть между сыновьями Тимур-шаха Дуррани. Афганская империя перестала существовать как единое национальное государство, распавшись на несколько небольших княжеств.
В 1827 году Дост Мухаммед захватил Кабул и в 1834 году провозгласил себя эмиром. Его потомки по прямой линии управляли Афганистаном до 1929 года, когда первый король Аманулла-хан отрёкся от престола в пользу своего двоюродного брата Мухаммеда Надир-шаха (1929—1933).
В настоящее время ханом племени Баракзай является Гуль Ага Шерзай (род. 1954), старший советник президента Афганистана и губернатор провинции Нангархар (2005—2013).

## Мухаммадзаи
Мухаммадзаи — самое известное и сильное суб-племя (суб-клан) Баракзаев; из него происходили все эмиры и короли Афганистана в 1827—1973 годах. Оно принадлежит к ветви Дурранийской конфедерации и в первую очередь сосредоточено в районе Кандагара. Также мухаммадзаи проживают в других провинциях Афганистана и в пакистанской провинции Белуджистан.
Мусахибан — потомки Султана Мухаммед-хана (1795—1861), правителя Пешавара и старшего брата Дост Мухаммед-хана. Прямыми потомками Султана Мухаммед-хана были последние монархи Афганистана Мухаммед Надир-шах (1883—1933), король в 1929—1933 годах, и Мухаммед Захир-шах (1914—2007), король в 1933—1973 годах. Клан (хель) Паинда являются потомками Паинда-хана (1758—1799), руководители племени Баракзай в правление Тимур-шаха и Заман-шаха.
Тарзи — ветвь Мухаммадзаев в Афганистане, младшая линия правящей династии Бараказев. Из рода Тарзи произошли несколько известных государственных и культурных деятелей Афганистана. Основателем семьи Тарзи был Гулям Мухаммед Тарзи (1830—1900), сын Рахима Али Хана, правителя Кандагара и Белуджистана.

## Список правителей из династии Баракзаев
- Дост Мухаммед (1827—1839, 1845 — 9 июня 1863), двадцатый сын Паинда-хана (1758—1799), главы племени баракзаев
- Мухаммед Акбар-хан (1842—1845), второй сын Дост Мухаммеда
- Шир-Али-хан (12 июня 1863 — 5 мая 1866, 21 февраля 1868 — 21 февраля 1879), один из младших сыновей Дост Мухаммеда
- Мухаммед Афзаль-хан (5 мая 1866 — 7 октября 1867), старший сын Дост Мухаммеда
- Мухаммед Азам-хан (7 октября 1867 — 21 февраля 1868), пятый сын Дост Мухаммеда
- Мухаммед Якуб-хан (21 февраля 1879 — 28 октября 1879), старший сын Шир-Али-хана
- Абдур-Рахман (11 августа 1880 — 3 октября 1901), сын Мухаммеда Афзаль-хана
- Хабибулла-хан (3 октября 1901 — 20 февраля 1919), старший сын предыдущего
- Насрулла-хан (21 февраля — 28 февраля 1919), второй сын Абдур-Рахмана
- Аманулла-хан (28 февраля 1919 — 14 января 1929), третий сын Хабибуллы-хана
- Королева Сорайя Тарзи (29 ноября 1899 — 20 апреля 1968 года), дочь Махмуда Тарзи и жена Амануллы-хана
- Сардар Гулям Мухаммад Тарзи (1830—1900), поэт, правитель Кандагара и Белуджистана
- Инаятулла-хан (14 января 1929 — 17 января 1929), сын Хабибуллы-хана
- Мухаммед Надир-шах (17 октября 1929 — 8 ноября 1933), сын Мухаммеда Юсуф-хана, внук Яхьи-хана и правнук Султана Мухаммед-хана (1795—1861), старшего брата Дост Мухаммеда
- Мухаммед Захир-шах (8 ноября 1933 — 17 июля 1973), второй сын предыдущего

## Главы дома Баракзай с 1973 года
- Король Мухаммед Захир-шах (17 июля 1973 — 23 июля 2007), последний король Афганистана в 1933—1973 годах, второй (младший) сын Мухаммеда Надир-шаха
- Наследный принц Ахмад Шах Хан (23 июля 2007 — 4 июня 2024), второй сын предыдущего
- Наследник: Принц Мухаммед Захир Хан (род. 1962), старший сын предыдущего

## Языки
Основной язык Баракзаев является пушту. Раньше в качестве языка для записей и писем использовался персидский дари.